# Подводные лодки типа «Морж»
Подводные лодки типа «Морж» — серия российских подводных лодок, построенных в 1911—1915 годах по проекту И. Г. Бубнова.

## История разработки
В июле 1909 года Морское министерство объявило конкурс на разработку проекта субмарины для плавания в открытом море. Лучшими были признаны проекты Балтийского и Невского заводов. 14 октября 1909 года Балтийский завод предоставил детально проработанный проект субмарины водоизмещением 600 тонн. По результатам рассмотрения проекта заводу был выдан заказ на строительство двух лодок. 30 мая 1911 года был принят окончательный вариант проекта с водоизмещением в 630 тонн при той же стоимости. Вносилось предложение об установке внутренних водонепроницаемых переборок, но его не приняли как конструкторы, опасавшиеся срыва сроков строительства, так и подводники, которым переборки мешали в плане координации совместных действий.

## Строительство

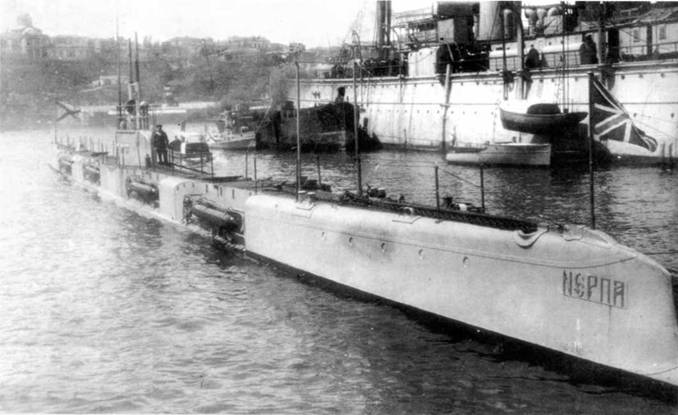
Крым. Подлодка «Нерпа» после возвращения в Севастополь. 1916 г.

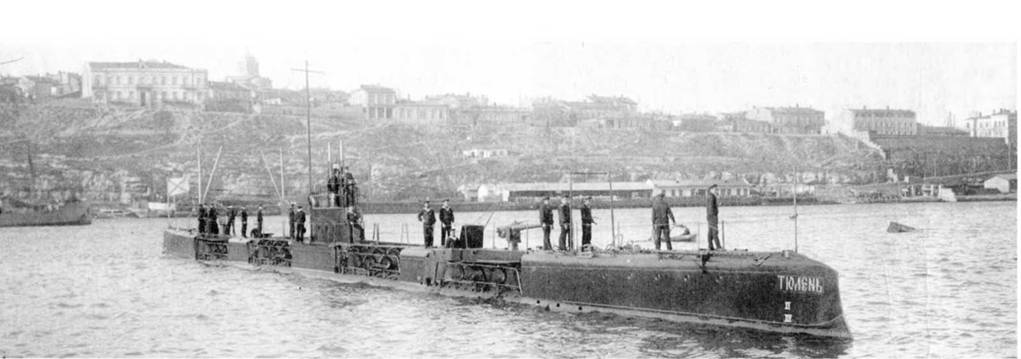
Крым. Подлодка «Тюлень» в Севастополе. 1916 г.

В 1911 году было выбрано место для строительства кораблей, количество заказанных лодок увеличилось с двух до трёх. В 1913 году все три лодки были спущены на воду, а в 1914—1915 годах вошли в состав флота.

## Конструкция
Проект И. Г. Бубнова. Однокорпусные, двухвинтовые, безотсечные подводные лодки, развитие типа «Акула», имели развитую по длине лёгкую надстройку и рубку.
Цистерны главного балласта (носовая — 42,3 т, кормовая — 40,4 т) находились в оконечностях, заполнение их производилось помпами.

## Служба
Принимая участие в Первой мировой войне, лодки типа «Морж», действовавшие на Чёрном море, стали одними из самых результативных лодок Российского флота.
В апреле 1917 года лодка «Морж» не вернулась из похода. Причина гибели неизвестна.
В 1920 году «Тюлень» был в составе Врангелевской эскадры уведён был в тунисскую Бизерту, где и был разобран в начале 1930-х. «Нерпа» входила в состав Морских Сил Чёрного Моря (МСЧМ), была переименована в «Политрук». В 1929 году исключена по техническому состоянию и вскоре разобрана.

## Представители
| Название | Начало строительства | Официальная закладка | Спуск на воду | Ввод в строй |
| -------- | -------------------- | -------------------- | ------------- | ------------ |
| «Нерпа»  | 25.06.1911           | 15.08.1913           | 15.08.1913    | 30.12.1914   |
| «Морж»   | 25.06.1911           | 16.08.1913           | 15.09.1913    | 30.04.1915   |
| «Тюлень» | 25.06.1911           | 16.08.1913           | 19.10.1913    | 19.03.1915   |